# Stanisław Wituła
Stanisław Wituła (ur. 20 listopada 1932 w Dzióbinie, zm. 23 marca 2006) – polski elektromonter i działacz partyjny, poseł na Sejm PRL VII kadencji.

## Życiorys

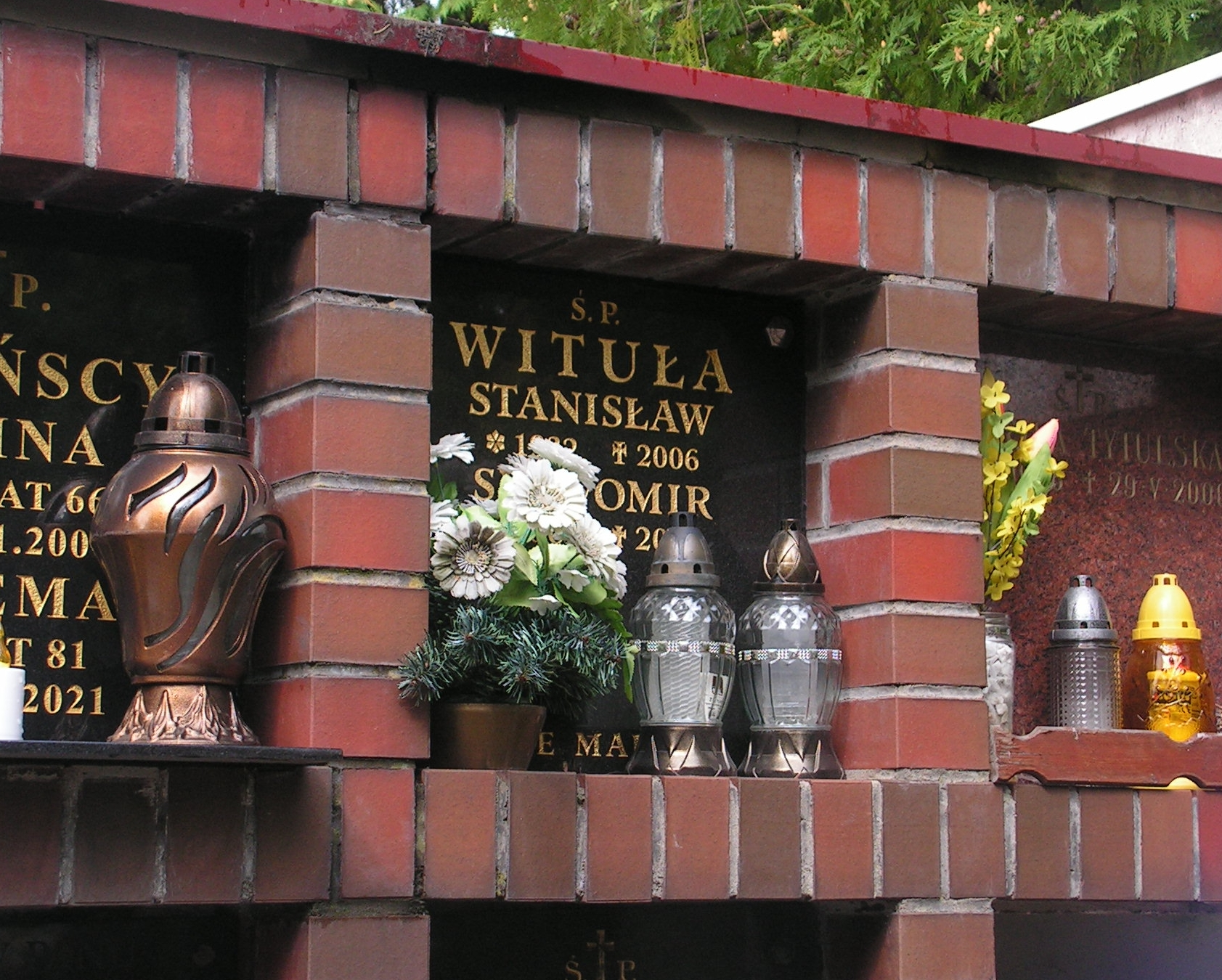
Płyta nagrobna Stanisława Wituły w kolumbarium na cmentarzu komunalnym we Włocławku

Był synem Józefa i Anny. Uzyskał wykształcenie podstawowe. W 1950 został absolwentem Szkoły Przysposobienia Przemysłowego w Krapkowicach, po czym skierowano go do pracy we Włocławskich Zakładach Celulozy i Papieru, gdzie był elektromonterem.
Od 1950 był członkiem Związku Harcerstwa Polskiego, a od 1952 Polskiej Zjednoczonej Partii Robotniczej, gdzie pełnił funkcje I i II sekretarza oddziałowej organizacji partyjnej, a także zasiadał w egzekutywie Komitetu Zakładowego oraz w plenum Komitetu Miejskiego we Włocławku. Był delegatem na VII Zjazd partii. W 1976 uzyskał mandat posła na Sejm PRL w okręgu Włocławek. Zasiadał w Komisji Leśnictwa i Przemysłu Drzewnego oraz w Komisji Prac Ustawodawczych.
Pochowany na Cmentarzu Komunalnym we Włocławku.

## Odznaczenia
- Brązowy Krzyż Zasługi (1974)